# St. Wolfgang (Thaining)

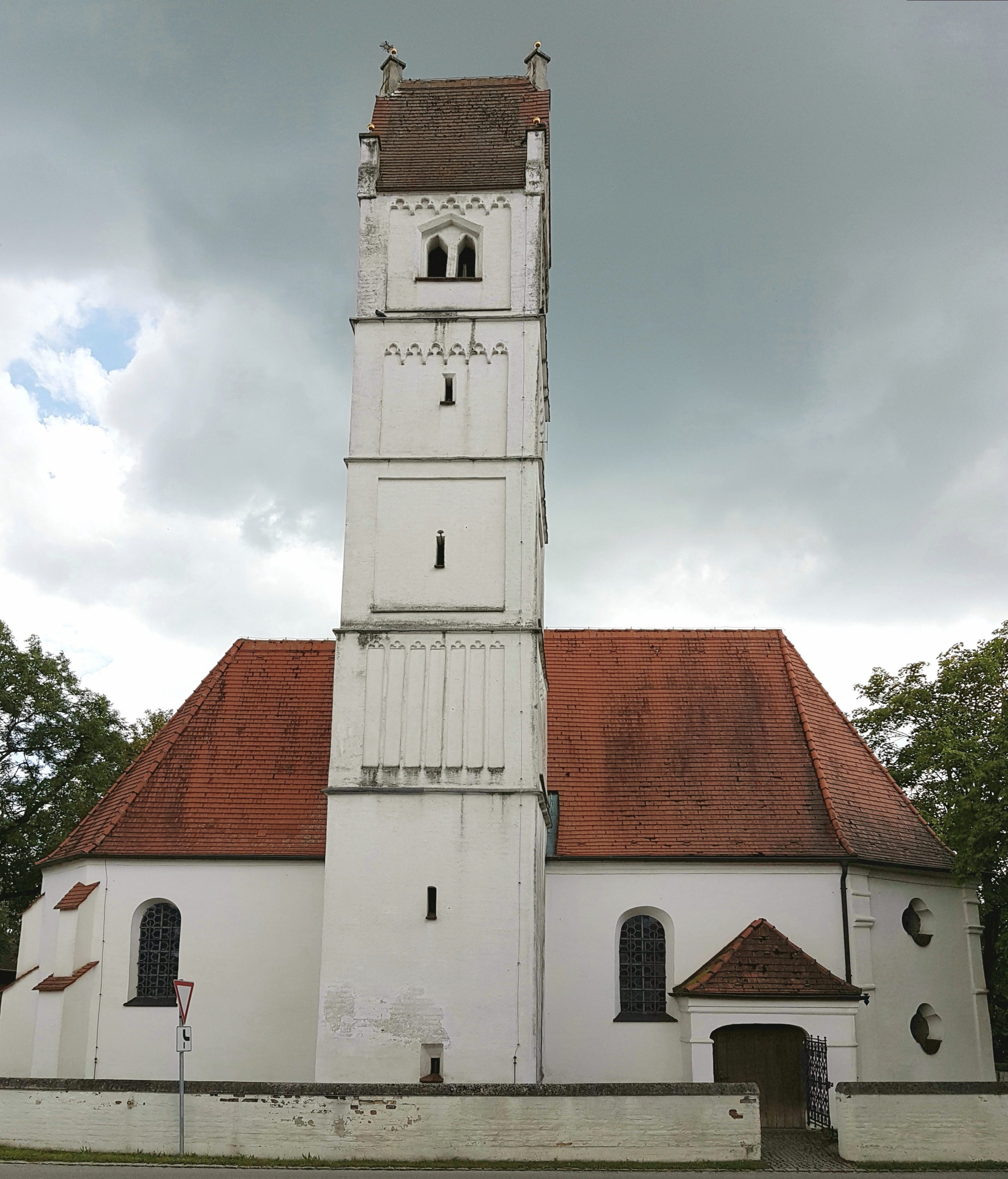
St. Wolfgang von Norden

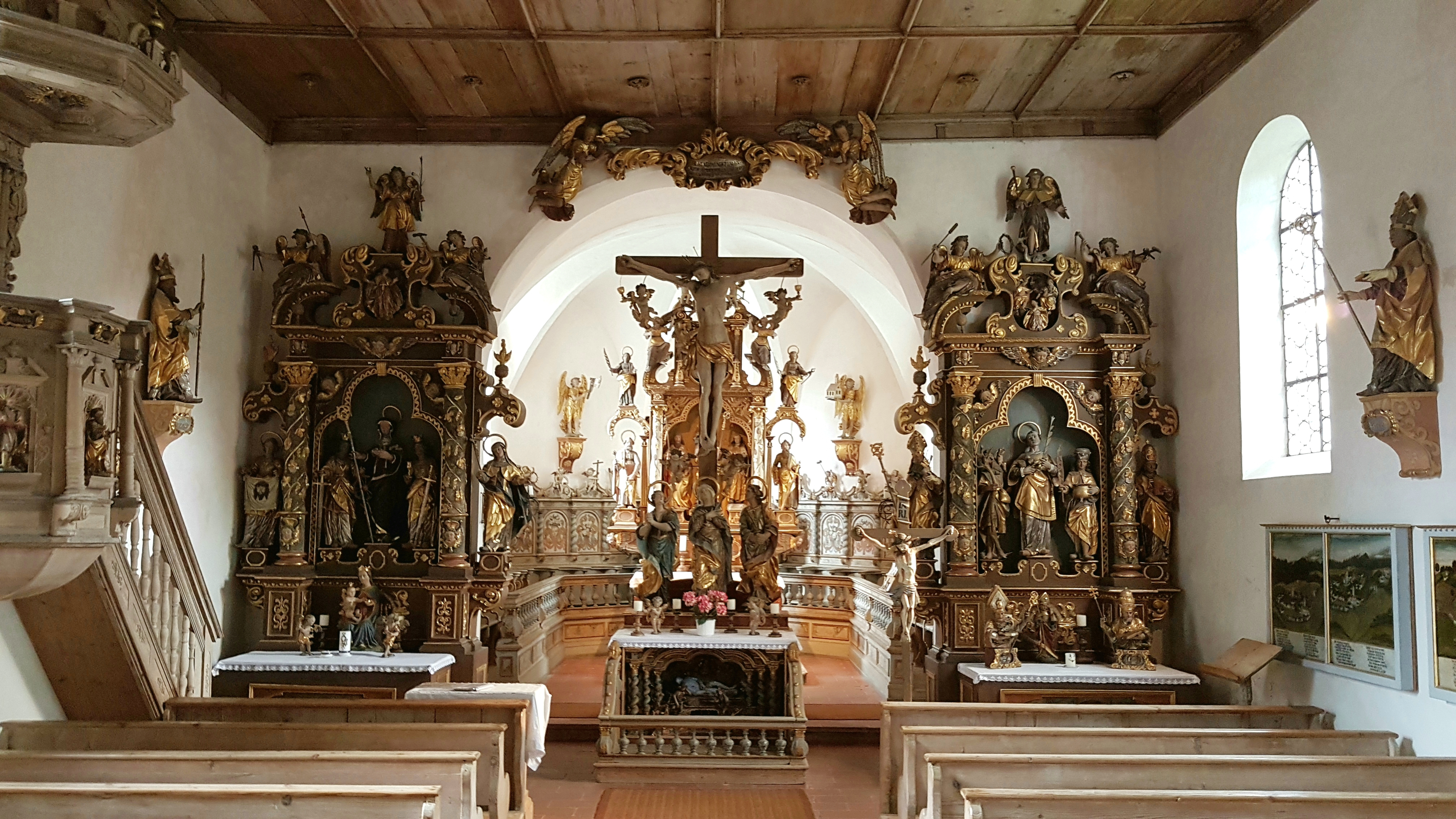
Innenraum

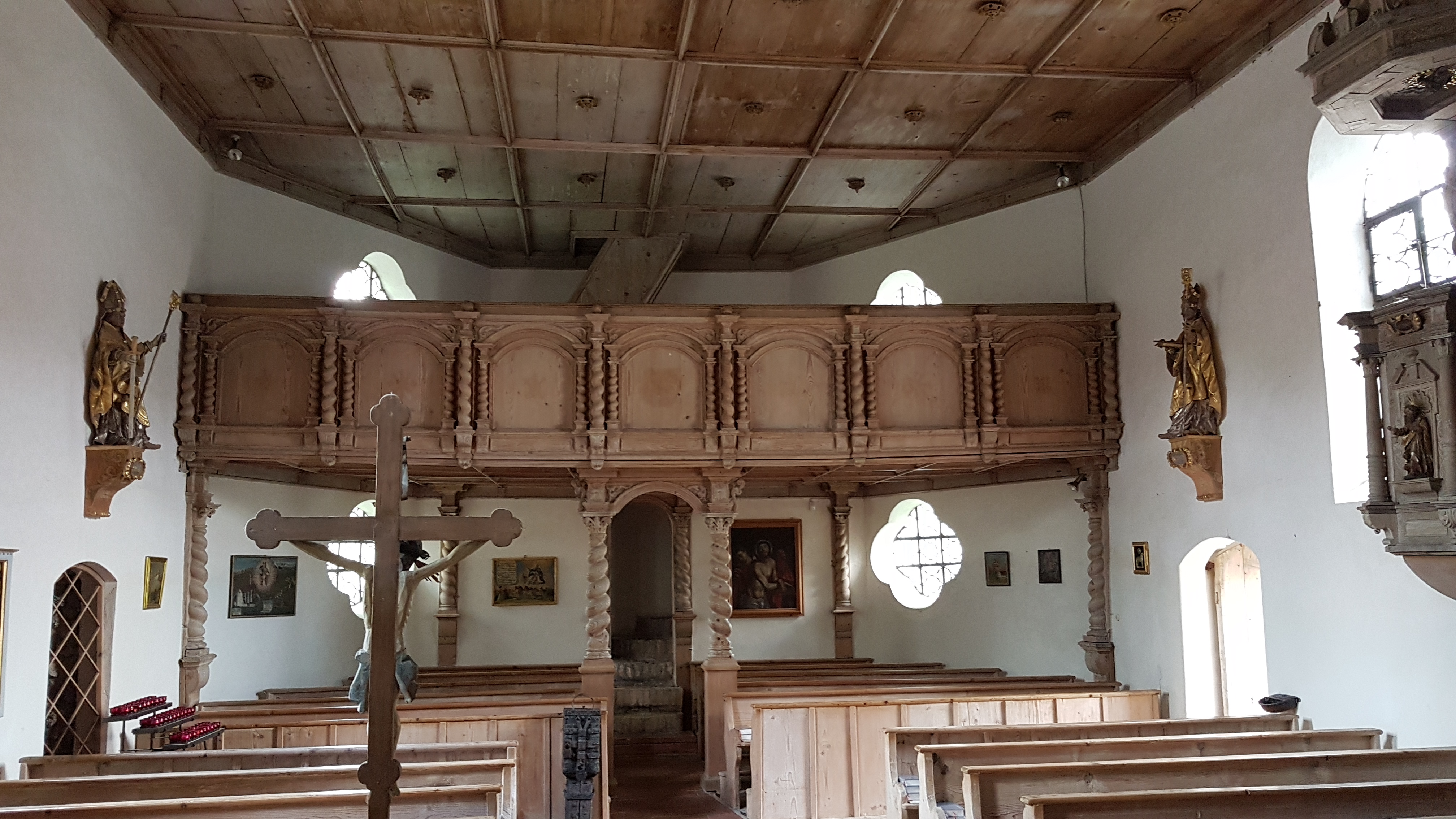
Innenraum mit Blick zur Empore

Die katholische Filialkirche St. Wolfgang in Thaining, einer Gemeinde im oberbayerischen Landkreis Landsberg am Lech, ist eine ehemalige Votiv- und Wallfahrtskirche, die in den Jahren 1449/50 errichtet wurde. Sie befindet sich im Südteil des Ortes, am Ostrand eines platzartigen Angers. Die Kirche gehört zu den geschützten Baudenkmälern in Bayern.

## Geschichte
Der Thaininger Bauer Hans Scheffler ließ die Kirche in den Jahren 1449 und 1450 nach einem Gelöbnis, das mit seiner Wallfahrt nach St. Wolfgang im Salzkammergut im Jahre 1430 in Verbindung stand, errichten. Auf der Heimreise nach Thaining erkrankte er schwer, wurde aber infolge des Gelöbnisses, eine Votivkirche zu Ehren des heiligen Wolfgang zu erbauen, wieder gesund.
Die um 1500 einsetzende Wallfahrt erlebte im 17. und 18. Jahrhundert ihre große Blüte. Nach dem Dreißigjährigen Krieg wurde die Kirche um den westlichen oktogonalen Langhausabschluss verlängert und mit einer komplett neuen Ausstattung versehen. Die Umgestaltung der Kirche zog sich bis 1710 hin. Dabei wurden auch die Empore und die Kassettendecke eingezogen.
Um 1825/30 wurde der südliche Haupteingang zugemauert und zu einer Kerkernische umgestaltet. Durchgreifende Renovierungen fanden 1952/53 im Innern und von 1979 bis 1981 im Äußeren statt.

## Baubeschreibung
Die spätgotische Kirche ist ein niedriger Saalbau mit hohem Satteldach, das den ältesten Dachstuhl des Landkreises aufweist. Am Nordosteck des Langhauses ist der mit Fialenaufsätzen und Maßwerkfriesen reich gegliederte Satteldachturm angebaut. Der zweijochige Chor mit Dreiachtelschluss weist getreppte Strebepfeiler auf. Etwa drei Meter westlich vom Turm befindet sich das wenig hervortretende Vorzeichen. Dem Turm südöstlich gegenüber ist die barocke Sakristei angebaut, zuvor diente der winzige Raum im Turmerdgeschoss als Sakristei. Innen an der westlichen Langhauswand ist der schmale Aufgang zur Empore eingebaut.
Das Langhaus, das innen etwa nur fünf Achtel der Breite an Höhe aufweist, ist mit einer einfachen Holzfelderdecke, die mit kleinen Rosetten verziert ist, gedeckt. Der Chor weist ein Kreuzgratgewölbe auf. Die Wände des Langhauses sind ungegliedert.

## Ausstattung

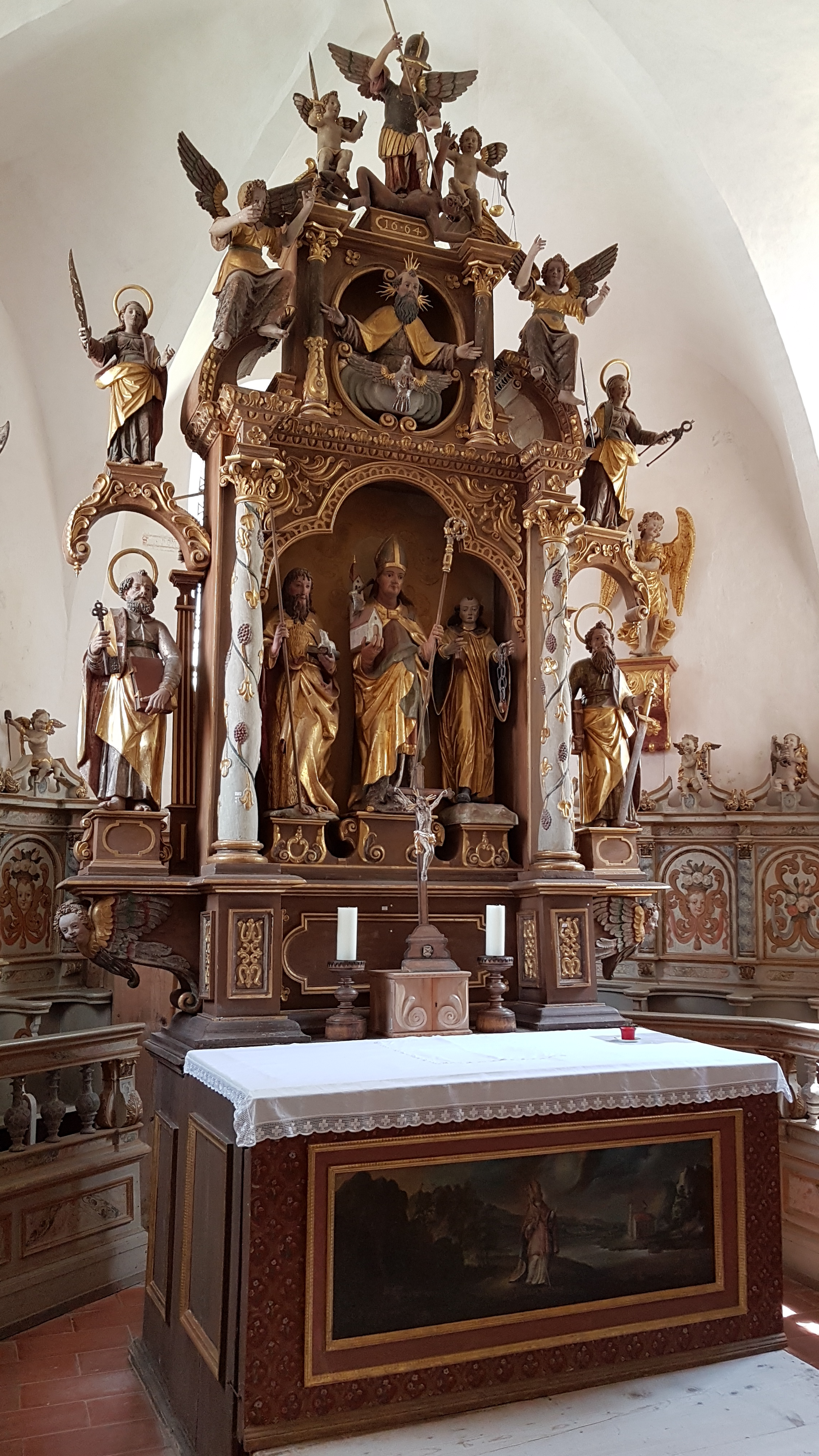
Hochaltar

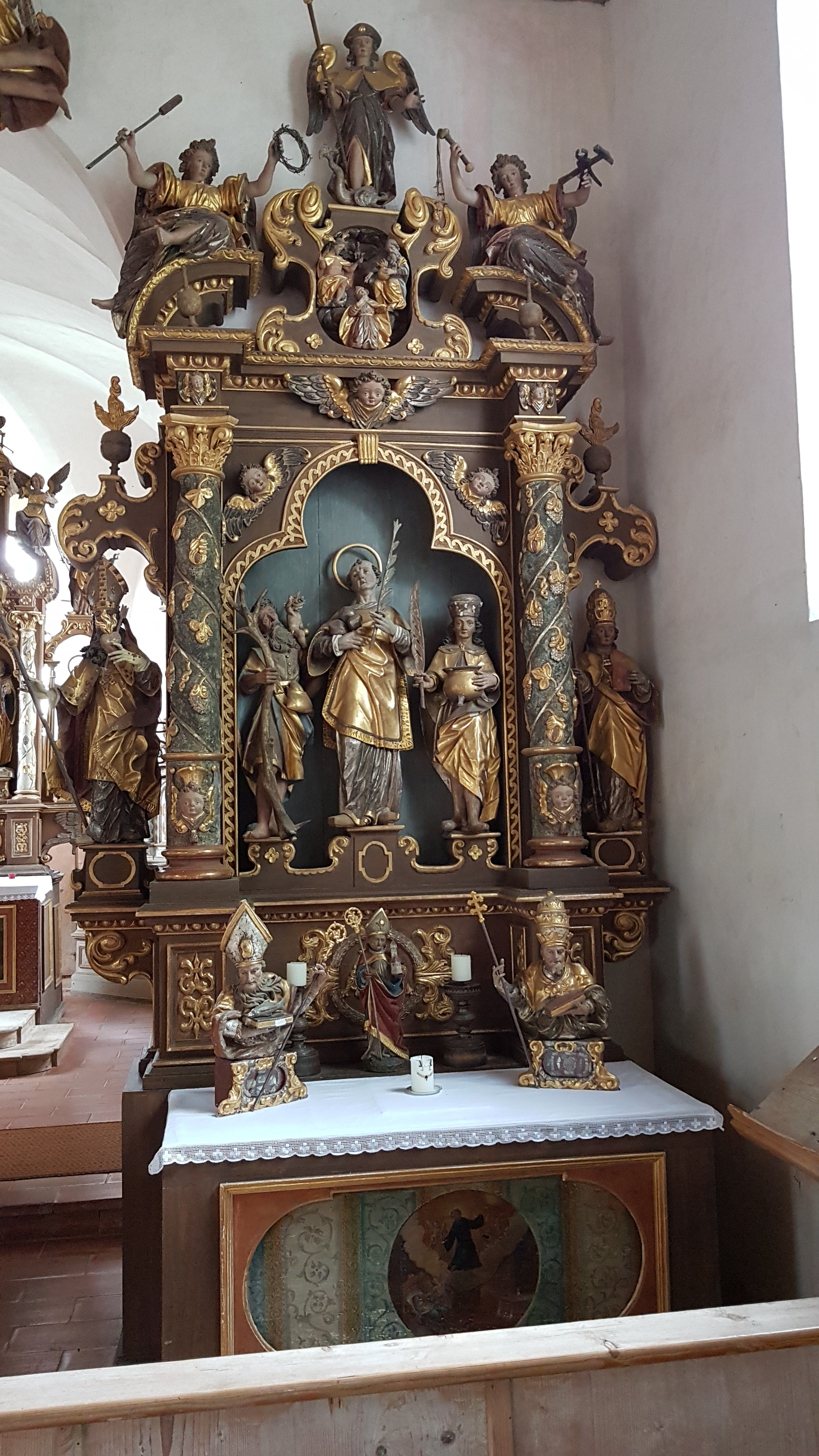
Rechter Seitenaltar

Die volkstümliche, einheitlich wirkende Früh- und Hochbarockausstattung mit manieristischem Einschlag ist von hoher Qualität und wurde von bedeutenden Künstlern aus dem Südwesten des Kurfürstentums Bayern ausgeführt.
Der 1664 ausgeführte Hochaltar mit zwei von Weinlaub umrankten, gedrehten Säulen und seitlichen Baldachin-Konsolen zeigt im Innern den Kirchenpatron, den heiligen Wolfgang, flankiert von Johannes dem Täufer und dem heiligen Leonhard, außerhalb der Säulen stehen links der Apostel Petrus und darüber die heilige Apollonia, rechts der Apostel Paulus und darüber die heilige Afra. Im Auszug ist die Halbfigur Gottvaters mit der Taube des Heiligen Geistes, und darüber als Abschluss der Erzengel Michael. Das Gemälde an der Altarmensa zeigt den heiligen Wolfgang am Wolfgangsee (im Hintergrund das Stift Mondsee). Die Skulpturen stammen von Hans Deglers Sohn David Degler.
Den gesamten Chorschluss umläuft das Chorgestühl aus der Zeit um 1710. Die 22 Sitze werden durch gedrechselte Säulen getrennt und von Schweifgiebeln und Putten, die Leidenswerkzeuge tragen, bekrönt. Über dem Chorgestühl an der Wand befinden sich zwei große Engel mit den Attributen des Kirchenpatrons, Beil und Kirche, gefertigt von Johann Luidl.
Unter dem Chorbogen steht der Kreuzaltar aus der Zeit um 1700/10, dessen Kruzifix eine spätgotische Arbeit aus dem frühen 16. Jahrhunderts ist. Die Figuren der Mater Dolorosa, des Johannes und der Maria Magdalena sowie die Blut auffangenden Putti stammen von dem Landsberger Bildhauer Lorenz Luidl. In der Mensa ist zwischen sechs winzigen gedrehten Säulen eine Heilig-Grab-Kulisse eingebaut. Diese ist ebenso eine Arbeit von Lorenz Luidl. Die Mensa umläuft eine Kniebank.
Die Seitenaltäre fertigte 1675 Ambrosius Degler, der Enkel von Hans und Sohn von David Degler. Sie orientieren sich im Aufbau stark am Hochaltar. Im Retabel des linken Altars ist die heilige Ottilia zwischen der heiligen Katharina und der heiligen Barbara, außen stehen die heilige Veronika und Katharina von Siena, im Auszug stellt ein Relief die Himmelfahrt Mariens dar. Im Retabel des rechten Altars ist der heilige Stephanus zwischen dem heiligen Vitus und dem heiligen Christophorus dargestellt, außen stehen der Kirchenväter Augustinus und der Papst Silvester I., im Auszug stellt ein Relief die Krönung Mariens dar. Die um 1675 gemalten Mensabilder stellen links ein Vesperbild und rechts den heiligen Benedikt als Patron der Guten Sterbestunde dar.
Die aus dem Jahr 1681 stammende Kanzel wurde aus unterschiedlichen Holzarten gefertigt und ist seit 1952/53 ungefasst. Der Korb wird durch Säulen und Pilaster gegliedert und ist mit den vier Evangelistenfiguren von Lorenz Luidl in Muschelnischen bestückt. Den Chorbogen schmückt eine Kartusche mit Engeln, die wohl um 1670/80 von Lorenz Luidl oder David Degler geschaffen wurde.
An der Südwand befinden sich zwei Doppeltafelgemälde mit der Entstehungsgeschichte der Kirche von 1657, die mit Versen des damaligen Pfarrers David Guett unterlegt sind und in großer Detailfreude das Dorf mit seinen Häusern und Bewohnern zeigen. Angefertigt wurden sie durch den Mesner und Schneider Matthias Augustin.
Weitere Heiligenfiguren aus der Landsberger Luidl-Werkstatt befinden sich an den Chor- und Langhauswänden, sie stellen im Chor den heiligen Nikolaus und den heiligen Erasmus und im Langhaus den heiligen Ulrich und den Kirchenvater Ambrosius sowie den heiligen Martin und den heiligen Narzissus dar. Die im Grundriss trapezförmige Holzempore wird von gedrechselten Säulen mit geschnitzten, korinthisch inspirierten Kapitellen getragen. Die Segmentbogenfelder der Brüstung werden ebenfalls von Säulen gegliedert.

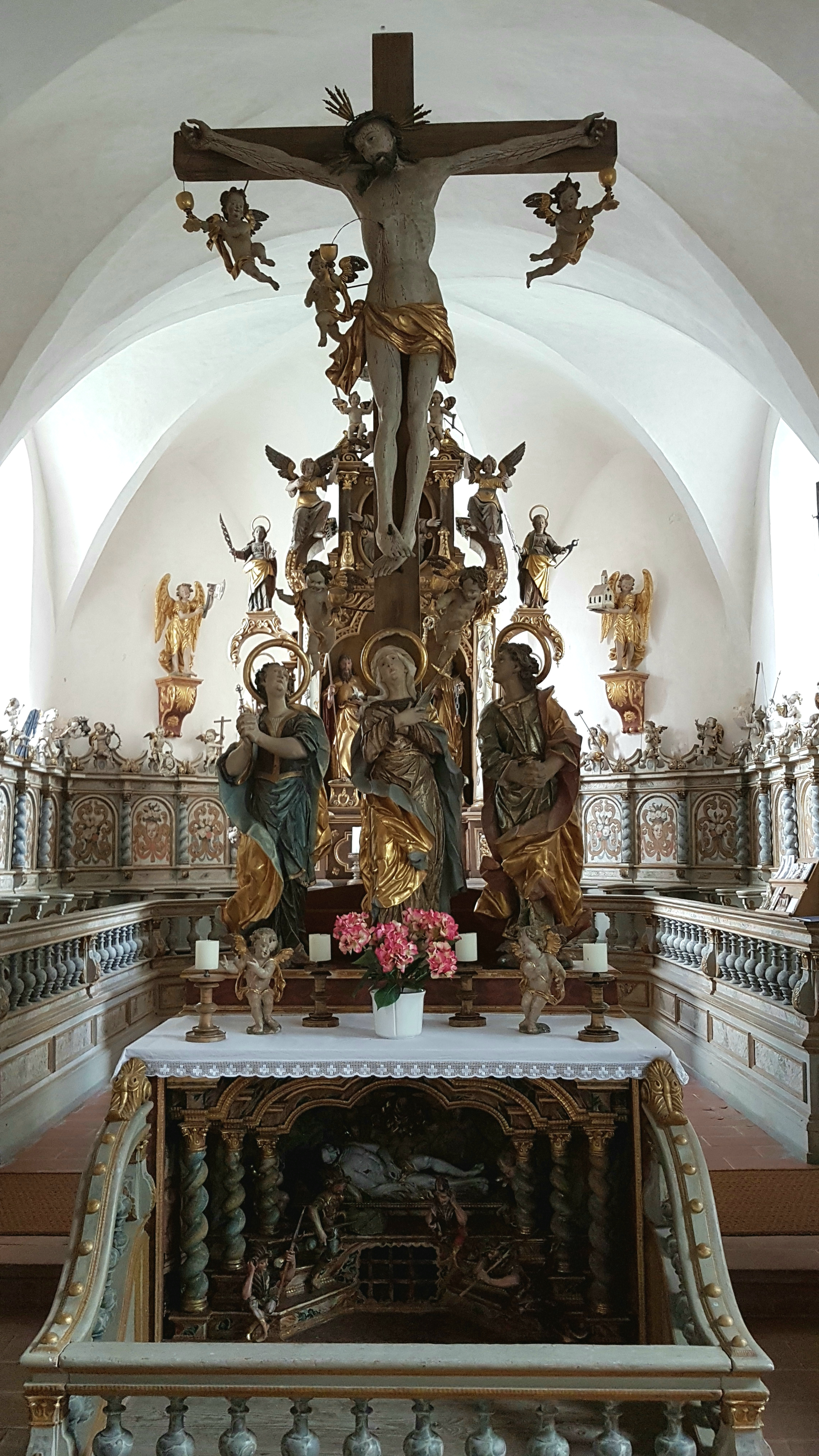
Kreuzaltar
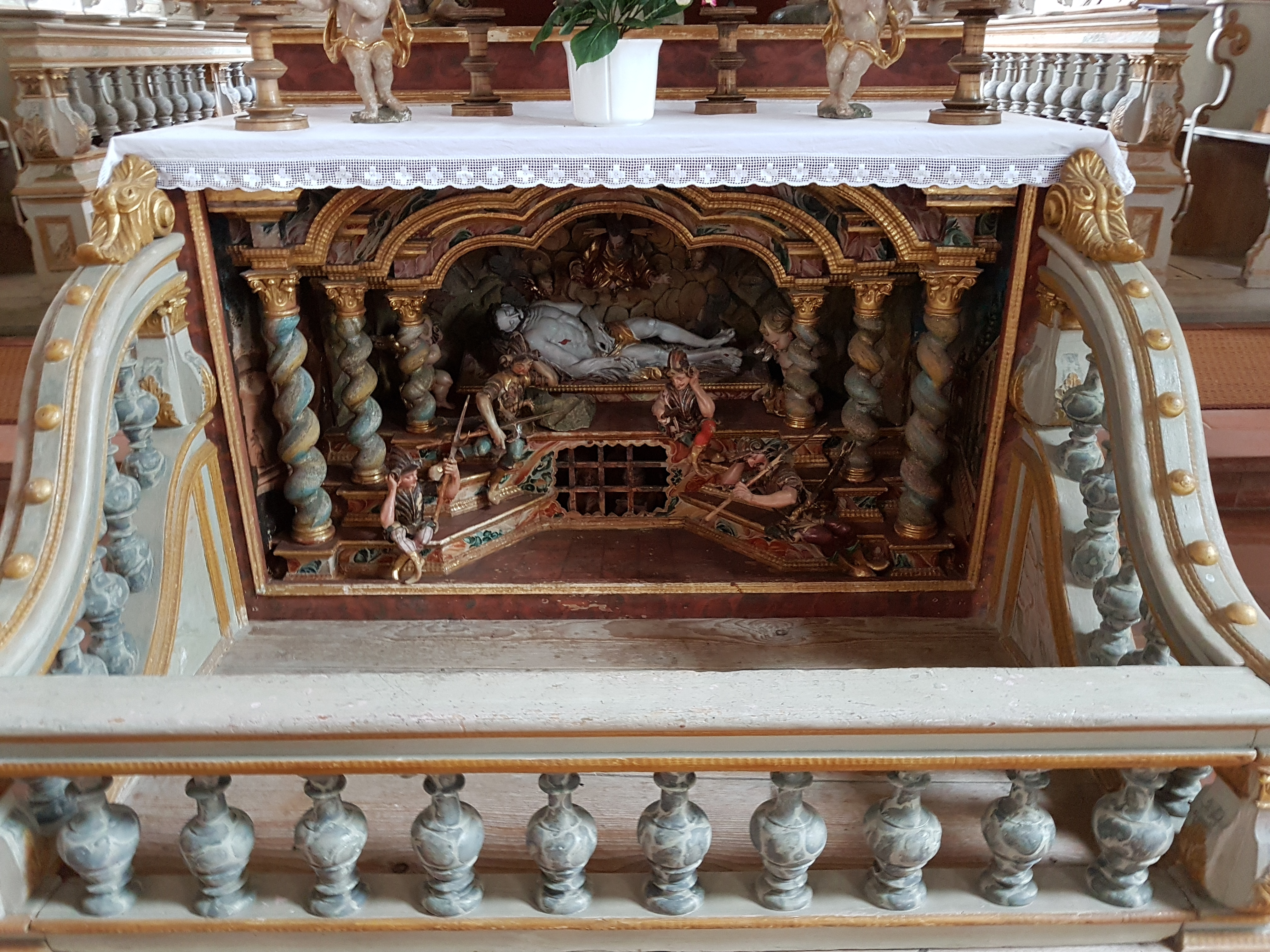
Heiliges Grab in der Kreuzaltar-Mensa
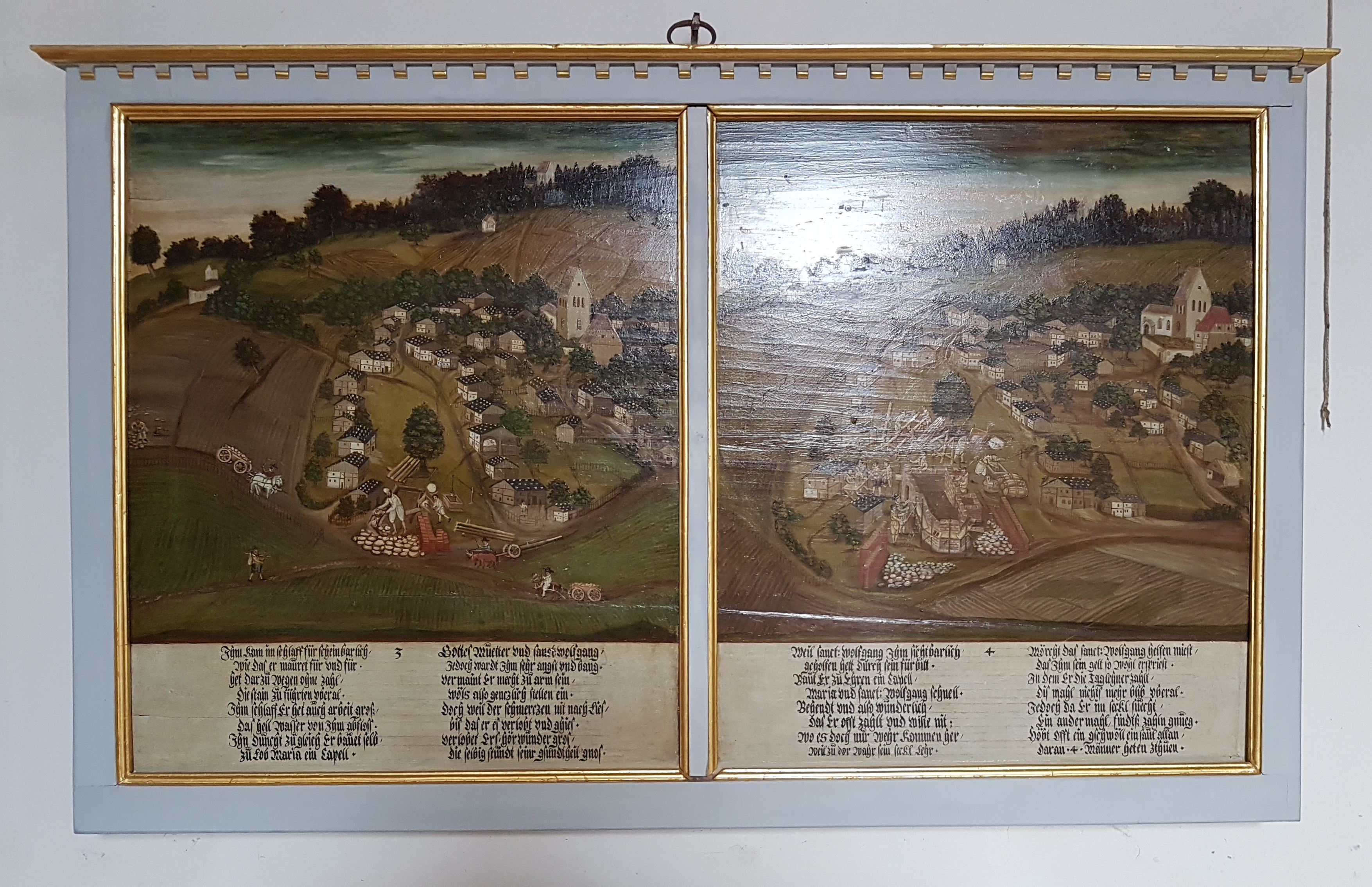
Doppeltafelbild von 1657 zur Entstehungsgeschichte der Kirche
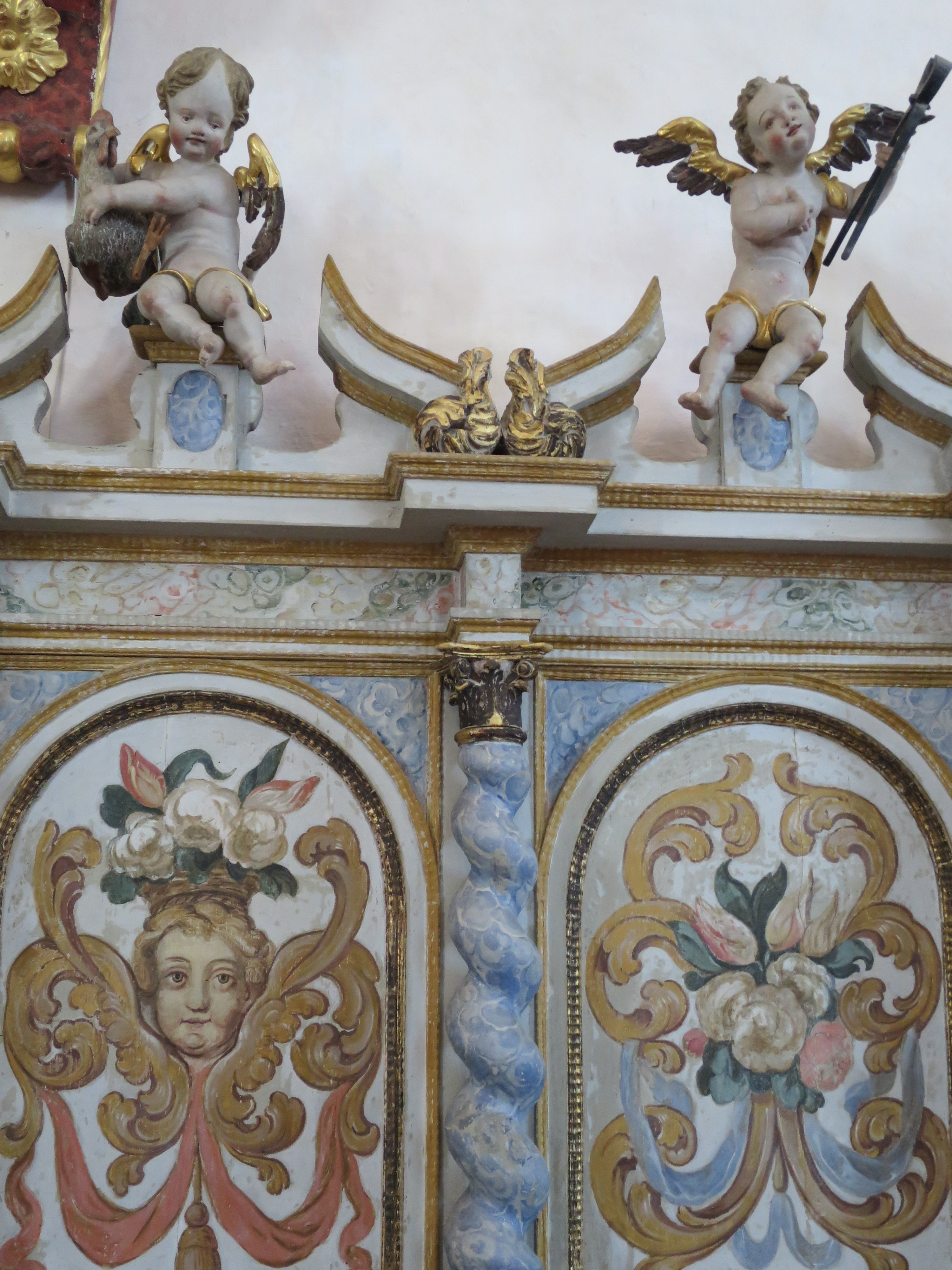
Chorgestühl